# Міс Всесвіт 1955
«Міс Всесвіт 1955» — четвертий конкурс краси «Міс Всесвіт», що відбувся 22 липня 1955 року в муніципальному залі Лонг-Біч у Лонг-Біч, Каліфорнія, США.  Це було перше видання конкурсу, яке транслювалося по телебаченню.
Наприкінці заходу Міріам Стівенсон зі США коронувала Гіллеві Ромбін зі Швеції як Міс Всесвіт 1955.  Це була перша перемога Швеції в історії цього конкурсу краси. 
Того року змагалися учасники з тридцяти трьох країн. Ведучим конкурсу був Боб Рассел.

## Передісторія

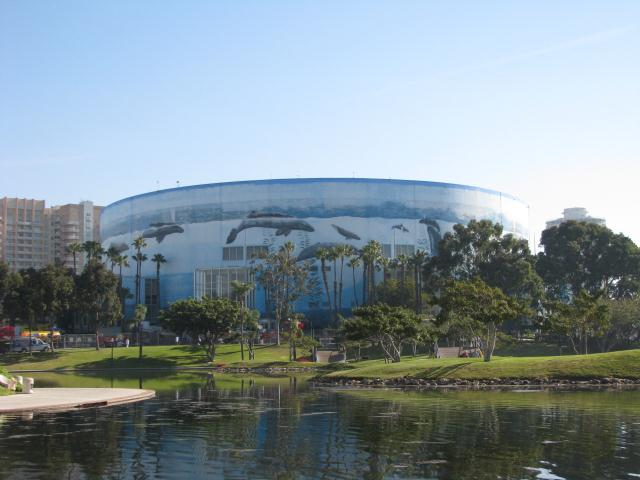
Муніципальна аудиторія Лонг-Біч, місце проведення конкурсу "Міс Всесвіт" 1955 року

### Відбір учасників
Для участі в конкурсі було відібрано учасниць з тридцяти трьох країн і територій. Вікове обмеження в цьому виданні все ще було від вісімнадцяти до двадцяти восьми років, у якому також могли брати участь жінки, які перебували в шлюбі та мали дітей. 

#### Дебюти, повернення та зняття коштів
На змаганнях 1955 року дебютували Цейлон, Еквадор, Англія, Гватемала, Ліван та Нікарагуа, а також повернулася Венесуела, яка востаннє змагалася у 1953 році.  Австралія, Гонконг, Нова Зеландія, Панама, Перу, Сінгапур та Таїланд вибули зі змагань після того, як їхні відповідні організації не змогли провести національні змагання або призначити представницю.
Очікувалось, що у змаганнях візьмуть участь Консуело Діас з Болівії,  Карін Расмуссен з Данії, Гладір Леопарді з Єгипту, Анджеліна Кальховен з Голландії та Суна Солей з Туреччини. Однак ці жінки відмовилися від участі з нерозкритих причин.  

## Результати

### Призові місця
| Призове місце    | Учасниця |
| ---------------- | --- |
| Міс Всесвіт 1955 | - Швеція – Хіллеві Ромбін |
| 1-а віце-міс     | - Сальвадор – Марібель Аррієта |
| 2-а віце-міс     | - Цейлон – Морін Хінґерт |
| 3-я віце-міс     | - Західна Німеччина – Маргіт Нюнке |
| 4-я віце-міс     | - Японія – Кейко Такахаші |
| Топ-15           | - Аргентина – Ізабель Сарлі - Бельгія – Ніколь Де Майєр - Бразилія – Емілія Баррето - Канада – Кеті Дігглз - Англія – Маргарет Роу - Гватемала – Марія дель Росаріо Моліна - Гондурас – Pastora Pagán - Норвегія – Сольвейг Борстад - Сполучені Штати – Карлін Кінг Джонсон - Венесуела – Сусана Дуйм |

### Спеціальні нагороди
| Нагорода              | Учасник                             |
| --------------------- | ----------------------------------- |
| Міс Дружба            | - Сальвадор – Марібель Аррієта      |
| Міс Популярна Дівчина | - Англія – Маргарет Роу             |
| Найкращий костюм      | - Нікарагуа – Rosa Argentina Lacayo |

## Конкурс краси

### Формат
З шістнадцяти учасниць попереднього конкурсу, п'ятнадцять півфіналісток були обрані на попередньому конкурсі, який складався з конкурсу купальників та вечірніх суконь. Кожна з п'ятнадцяти півфіналісток виступила з короткою промовою під час фінальної телетрансляції, використовуючи свою рідну мову. Після цього п'ятнадцять півфіналісток знову продемонстрували себе у купальниках та вечірніх сукнях, і зрештою було обрано п'ятьох фіналісток. 

### Відбіркова комісія
- Майло Андерсон – американський дизайнер костюмів для кіно [10]
- Мірна Гансен – Міс США 1953 року з Іллінойсу [11]
- Семюел Хевенріч – з Муніципального центру мистецтв Лонг-Біч [10]
- Том Келлі – американський фотограф [10]
- Роберт Палмер – американський кастинг-директор [10]
- Джордж Роні – американський письменник [10]
- Джинні Сіммс – американська акторка та співачка [10]
- Вінсент Тротта – художній керівник Paramount Pictures [10]
- Альберто Варгас – перуансько-американський художник, що зображує дівчат у стилі пін-ап [10]
- Ерл Вілсон – американський оглядач і журналіст [10]
- Роджер Цайлер – член комітету «Міс Європа» та голова Французького комітету елегантності [10]

## Учасники

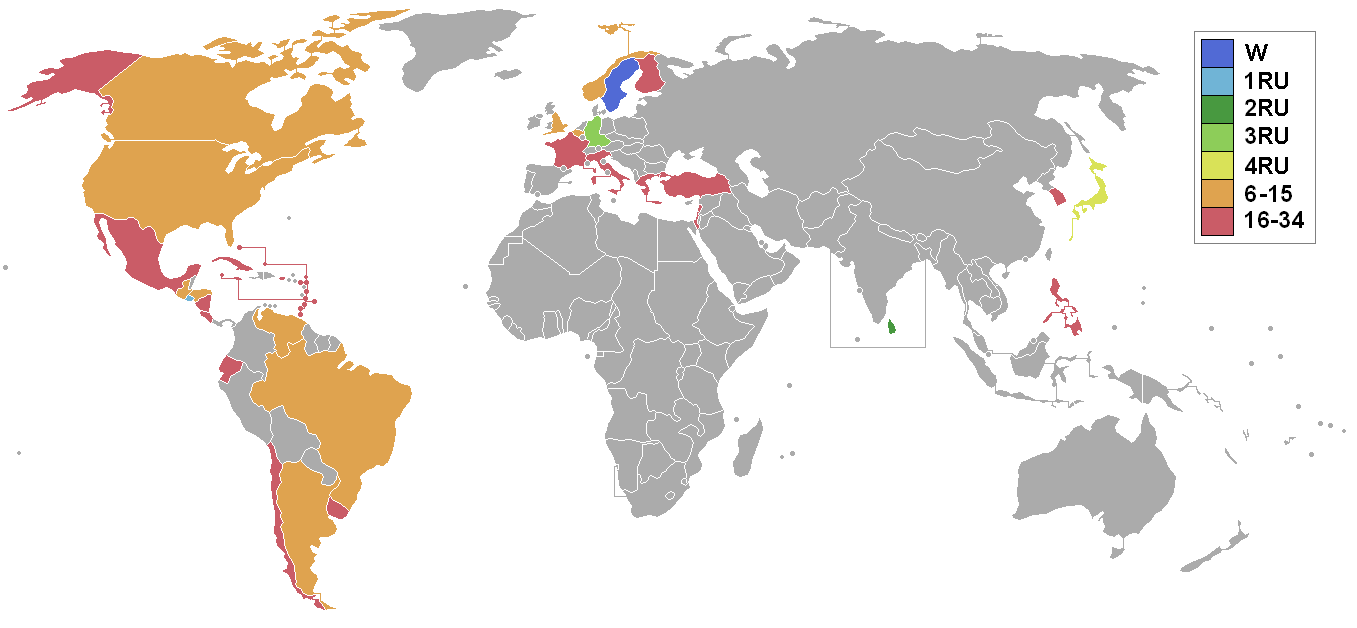
Країни та території-учасниці конкурсу "Міс Всесвіт 1955"

Тридцять три учасниці змагалися за титул. 
| Країна                                                                                                 | Учасниця                 | Вік | Рідне місто    |
| --- | ------------------------ | --- | -------------- |
| Аляска                                                                                                 | Лорна МакЛод             | 22  | Фербанкс       |
| Аргентина                                                                                              | Ізабель Сарлі            | 25  | Буенос-Айрес   |
| Бельгія                                                                                                | Ніколь де Майер          | 19  | Гент           |
| Бразилія                                                                                               | Емілія Баррето           | 21  | Форталеза      |
| Канада                                                                                                 | Кеті Діглс               | 20  | Торонто        |
| Цейлон                                                                                                 | Морін Хінгерт            | 18  | Коломбо        |
| Чилі                                                                                                   | Роза Мерелло             | 18  | Сантьяго       |
| Коста-Рика                                                                                             | Клементія Мартінес       | 22  | Сан-Хосе       |
| Куба                                                                                                   | Гільда Марін             | 26  | Гавана         |
| Еквадор                                                                                                | Леонор Каркаче           | 21  | Гуаякіль       |
| Сальвадор                                                                                              | Марібель Аррієта         | 19  | Сан-Сальвадор  |
| Англія                                                                                                 | Маргарет Роу             | 19  | Лондон         |
| Фінляндія                                                                                              | Сірку Талджа             | 19  | Гельсінкі      |
| Франція                                                                                                | Клод Петі                | 18  | Ольне-су-Буе   |
| Греція                                                                                                 | Соня Зоідо               | 18  | Афіни          |
| Гватемала                                                                                              | Марія дел Розаріо Моліна | 18  | Гватемала      |
| Гондурас                                                                                               | Пастора Паган            | 18  | Сан-Педро-Сула |
| Ізраїль                                                                                                | Ілана Кармел             | 19  | Бат-Ям         |
| Італія                                                                                                 | Елена Фанчера            | 20  | Рим            |
| Японія                                                                                                 | Кейко Такахаші           | 20  | Токіо          |
| Ліван                                                                                                  | Ханя Бейдун              | 18  | Бейрут         |
| Мексика                                                                                                | Йоланда Майен            | 18  | Тіхуана        |
| Нікарагуа                                                                                              | Роза Аргентіна Лакайо    | 19  | Манагуа        |
| Норвегія                                                                                               | Сулвей Борстад           | 23  | Осло           |
| Філліпіни                                                                                              | Івон де лос Реєс         | 19  | Маніла         |
| Пуерто-Ріко                                                                                            | Кармен Лаура Бетанкорт   | 20  | Ріо-Педрас     |
| Південня Корея                                                                                         | Кім-Мі Чонг              | 22  | Пусан          |
| Швеція                                                                                                 | Гілеві Ромбін            | 21  | Уппсала        |
| США | Карлін Кінг Джонсон      | 22  | Ратленл        |
| Уругвай                                                                                                | Інге Хоффман             | 19  | Монтевідео     |
| Венесуела                                                                                              | Сусана Дуйм              | 18  | Каракас        |
| Західна Німеччина                                                                                      | Маргіт Нюнке             | 24  | Кельн          |
| [[Файл:Шаблон:Прапор British Trinidad and Tobago\|20x13px\|British Trinidad and Tobago]] Західна Індія | Норін Кемпбелл           | 18  | Порт-оф-Спейн  |